# تیوپرامید
تیوپرامید (انگلیسی: Thioperamide) یک آنتاگونیست قوی HRH4 و آنتاگونیست انتخابی HRH3 است که قادر به عبور از سد خونی مغزی است. تیوپرامید آنتاگونیست گیرنده‌های خودکار هیستامین است که به طور منفی آزادسازی هیستامین را تنظیم می‌کند و با مسدود کردن خود گیرنده‌ها، فعالیت نورون‌های هیستامینرژیک را افزایش می‌دهد و منجر به آزاد شدن بیشتر هیستامین می‌شود.
عملکرد آن در گیرنده H3 باعث بیداری و تقویت حافظه می‌شود.